# Homaliodendron microphyllum
Homaliodendron microphyllum är en bladmossart som beskrevs av Gao Chien in Gao Chien och Zhang Guang-chu 1979. Homaliodendron microphyllum ingår i släktet Homaliodendron och familjen Neckeraceae. Inga underarter finns listade i Catalogue of Life.